# AC Aceca
AC Aceca je sportovní automobil, který v letech 1954 až 1963 vyráběla britská automobilka AC.
Vůz měl karoserii kupé. Karoserie byla vyrobena z hliníku zatímco pro konstrukci několika částí podvozku sloužilo dřevo.

## Motory
- 2,0 L 67 kW
- 2,6 L 93 kW

## Rozměry
- Rozvor – 2286 mm
- Délka – 3899 mm
- Šířka – 1549 mm
- Váha – 962 kg